# Tipula gemula
Tipula gemula är en tvåvingeart som beskrevs av Alexander 1945. Tipula gemula ingår i släktet Tipula och familjen storharkrankar. Inga underarter finns listade i Catalogue of Life.